# Perskor
Perskor était un groupe de presse sud-africain fondé en 1971 à la suite de la fusion de deux groupes de presse concurrents, Voortrekker pers et Afrikaanse Pers. Il était le principal concurrent de Naspers sur le segment de la presse afrikaans.
Les origines de Perskor remontent au début du XXe siècle quand la section du parti national au Transvaal fondait des groupes de presse chargé d'aider à promouvoir le nationalisme afrikaner. Ses groupes furent Voortrekker pers et Afrikaanse Pers qui éditèrent plusieurs journaux nationalistes comme Die Vaderland et Die Transvaler.
En 1971, ces groupes de presse concurrents fusionnèrent pour former Perskor et affronter Naspers, le principal groupe de presse afrikaans.
En 1976, Perskor acquérait le quotidien anglophone pro-gouvernemental The Citizen et s'assurait le contrôle de 50 % des titres de Rapport au côté de Naspers.
La concurrence fut néanmoins rude pour Perskor qui fut obligé de fermer au début des années 1990 ses trois titres emblématiques dont Die Vaderland et Die Transvaler.
En 1996, le groupe fusionna avec Kagiso Publishers puis deux ans plus tard, transférait le contrôle de sa presse régionale au groupe Caxton, filiale de Johnnic Communications, avec qui il fusionna. Quant à l'hebdomadaire Rapport, son contrôle fut cédé à Naspers.